# Dragoș Vodă Cernăuți
Fotbal Club Dragoș Vodă Cernăuți a fost un club de fotbal din Cernăuți (pe atunci în România, azi în Ucraina). Clubul a devenit campion al Bucovinei în 1929, 1930 și 1938. El a activat trei sezoane în Divizia A (prima ligă de fotbal a României). A fost desființat după cel de-al Doilea Război Mondial.

## Istoric
Clubul de fotbal Dragoș Vodă Cernăuți a fost fondat la sfârșitul anului 1909 (după alte surse în 1907 sau 1908) sub denumirea de Rumänischer Fußballklub Czernowitz (RFK Czernowitz), pentru a grupa sub culorile sale pe jucătorii români amatori de fotbal din capitala Bucovinei. În 1919 (după alte surse în 1918), clubul sportiv românesc a fost redenumit Dragoș Vodă Cernăuți, în memoria lui Dragoș Vodă, întemeitorul legendar al Principatului Moldovei în 1352.
Echipa a jucat în campionatul local al Bucovinei, participând de trei ori în Divizia A a României. În sezonul 1928/1929, s-a calificat la turneul final al Campionatului României, a câștigat două meciuri, dar a fost învinsă în semifinale de Venus București. În sezonul următor, clubul se clasifică din nou la turneul final, dar a fost eliminat în sferturile de finală. 
În sezonul 1932/1933, clubul a devenit din nou campion, dar a trebuit să joace un meci de baraj cu echipa Brașovia Brașov pentru a promova în Divizia A, pe care l-a pierdut. După un nou titlu în 1935, clubul a intrat în Divizia B (liga a II-a). În 1937, clubul a promovat în Divizia A, retrogradând totuși în sezonul următor. 
Dragoș Vodă este singurul club din orașul Cernăuți, care a reușit să joace în Divizia A a Campionatului României. În afară de Jahn Cernăuți, nici un alt club din Cernăuți nu a reușit să câștige vreun meci în turneul final al Campionatului României. 
După eliberarea Bucovinei de către România, echipa a fost reînființată și a participat la turneul eliminatoriu al Cupei României (în sezonul 1942/1943) și s-a calificat, de asemenea, în sezonul 1943/1944 la Cupa Eroilor, campionatul desfășurat pentru echipele de divizia secundă. După al doilea război mondial, clubul a dispărut.

## Stadion
Până la 30 septembrie 1927, Dragoș Vodă Cernăuți nu a avut un stadion propriu. Între anii 1910-1914, echipa a jucat meciurile pe pajiștile din cartierele Horecea și Roșa, începând din primăvara anului 1919 până în august 1922 pe stadionul Polskie Boisko (al echipei Polonia Cernăuți), iar din august 1922 și până la 30 septembrie 1927 pe terenurile cluburilor Jahn, Maccabi și Polonia. 
La 1 octombrie 1927, a fost inaugurat terenul echipei Dragoș Vodă, la care s-a construit o tribună pentru 2.800 spectatori în 1931. Stadionul a fost inaugurat la 12 iulie 1931. Dimensiunile terenului erau de 67x104 m.

## Rezultate obținute
Echipa a jucat în Campionatul Regional al Bucovinei, locul 1 obținut în această competiție conferindu-i dreptul de a participa la turneul final al Campionatului României.
| Sezon   | Clasare |
| ------- | --- |
|         | |
| 1920    | Participarea în primul Campionat Regional al Bucovinei |
| 1921    | Locul 5 în liga I a Campionatului Bucovinei |
| 1922    | Locul 3 în Campionatul Bucovinei și calificare în nou-înființata ligă I a Campionatului Bucovinei                                                               |
| 1922/23 | Locul 3 în liga I a Campionatului Bucovinei |
| 1923/24 | Locul 3 în liga I a Campionatului Bucovinei |
| 1924/25 | Locul 6 în liga I a Campionatului Bucovinei |
| 1925/26 | Locul 7 în liga I a Campionatului Bucovinei |
| 1926/27 | Locul 7 în liga I a Campionatului Bucovinei |
| 1927/28 | Locul 3 în liga I a Campionatului Bucovinei |
| 1928/29 | Locul 1 în liga I a Campionatului Bucovinei și participare la turneul final al Campionatului României (sezonul 1928-1929)                                       |
| 1929/30 | Locul 1 în liga I a Campionatului Bucovinei și participare la turneul final al Campionatului României (sezonul 1929-1930)                                       |
| 1930/31 | Locul 6 în liga I a Campionatului Bucovinei |
| 1931/32 | Locul 3 în liga I a Campionatului Bucovinei |
| 1932/33 | Locul 1 în liga I a Campionatului județean Cernăuți, campioană a Ligii de Est și eliminare de către Brașovia Brașov în meciurile de calificare pentru Divizia A |
| 1933/34 | Locul 3 în liga I a Campionatului județean Cernăuți |
| 1934/35 | Locul 1 în liga I a Campionatului județean Cernăuți, campioană a Ligii de Est și promovare în Divizia B                                                         |
| 1935/36 | Locul 5 în Divizia B |
| 1936/37 | Locul 4 în Divizia B și promovare în Divizia A |
| 1937/38 | Locul 10 în Divizia A și retrogradare în Divizia B |
| 1938/39 | Locul 3 în Divizia B |
| 1939/40 | Locul 7 în Divizia B |

### Participări în Divizia A
În sezonul 1928-1929 al Campionatului României, Dragoș Vodă Cernăuți a reușit să ajungă în semifinale. Meciuri jucate:
- turul I (Cernăuți, 2 iunie 1929) Dragoș Vodă Cernăuți - Mihai Viteazul Chișinău = 1–0
- sferturi de finală (Cernăuți, 16 iunie 1929) Dragoș Vodă Cernăuți - DVA Galați = 1–0
- semifinale (București, 30 iunie 1929)	Venus București - Dragoș Vodă Cernăuți = 4–3

În sezonul 1929-1930 al Campionatului României, Dragoș Vodă Cernăuți a fost învinsă în sferturile de finală. Meciuri jucate:
- sferturi de finală (Cernăuți, 18 mai 1930) Dragoș Vodă Cernăuți - Mihai Viteazul Chișinău = 2–4

În sezonul 1937-1938 al Campionatului României, proaspăt promovata Dragoș Vodă Cernăuți a terminat competiția pe locul 10 (ultimul) în grupa a II-a, retrogradând în a doua ligă. Echipa a jucat 18 meciuri, câștigând 4 și pierzând 14, la final având doar 8 puncte și un golaveraj de 26-57.

### Performanțe
- Campioană a Bucovinei: 1929, 1930, 1933, 1935
- semifinalistă a Campionatului României: 1929

## Fotbaliști celebri
- ROU Alfred Eisenbeisser - singurul jucător de la Dragoș Vodă, care a jucat vreodată pentru echipa națională de fotbal a României

## Hochei pe gheață
În sezonul 1937-1938, echipa de hochei pe gheață a Dragoș Vodă a câștigat campionatul național al României.